# Terminalia brownii
Terminalia brownii är en tvåhjärtbladig växtart som beskrevs av Johann Baptist Georg Wolfgang Fresenius. Terminalia brownii ingår i släktet Terminalia och familjen Combretaceae. Inga underarter finns listade i Catalogue of Life.